# Jean Sareil
Jean Sareil, nom de plume puis nom officiel à partir de 1951 de Jean Samy Gilbert Israël, né le 6 novembre 1916 dans le 9e arrondissement de Paris et mort le 21 avril 1988 à White Plains aux États-Unis, est un universitaire et un écrivain français de roman policier.

## Biographie
Il commence une licence en droit à Paris qu’il doit interrompre à cause de la Seconde Guerre mondiale. Il exerce divers métiers, étant tour à tour employé de la SNCF, parolier, puis gestionnaire d'une affaire de tricot jusqu'en 1955. Il rejoint sa famille aux États-Unis et reprend ses études. Il obtient un doctorat en philosophie à l'université Columbia à New York où, à partir de 1960, il est promu directeur du département des études françaises, spécialiste de Voltaire et de la littérature française du XVIIIe siècle. Il est l’auteur de plusieurs essais littéraires et de romans policiers, sa production étant publiée d’un côté ou l’autre de l’Atlantique. Certains titres ont été écrits en collaboration avec sa femme, Jacqueline Sareil, professeur de français dans un collège américain.
Son roman Le Pipelet n’a pas pipé est publié en 1974 au sein de la collection Série noire. Qualifié de « petite merveille d’ironie douce et amère »  par Claude Mesplède, ce roman raconte l’histoire d’un concierge qui, chargé par un truand de récupérer le carnet de rendez-vous d’une prostituée de son immeuble, la découvre morte et entreprend alors de mener l’enquête. Michel Wyn adapte ce récit en 1979 pour le téléfilm intitulé Histoires de voyous : Le concierge revient tout de suite.

## Œuvre

### Romans policiers
- Le Pipelet n’a pas pipé, Série noire no 1690, 1974, réédition Carré noir no 415, 1982
- La voyante était myope, Desclez, 1982
- Un taxi, une fille, des bijoux, Desclez, 1982
- Le Complexe des dupes, PUF, 1985
- Un assassin de trop, Macmillan, 1987 (en collaboration avec Jacqueline Sareil)

### Recueils de nouvelles
- Les Cent Femmes de Jerôme Grandvilliers, illustrations d'Éliane Thiollier, Prentice Hall, Regents Publishin Company, 1972
- Les Joies de la lecture: contes pour débutants, Macmillan, 1980

### Essais
- La Genèse et la rédaction de L'Émile de J.-J. Rousseau, Institut et musée Voltaire, 1960
- Anatole France & Voltaire, Droz, 1961
- Voltaire et la Critique, Prentice Hall, 1966
- Essai sur Candide, Droz, 1967
- Romanciers et Conteurs du 19e siècle, Regents, 1974 (en collaboration avec Jacqueline Sareil)
- Pas à pas, Harcourt, 1975
- Savoir et connaître, Macmillan, 1976 (en collaboration avec Andrée Bergens)
- Les Tencin, histoire d’une famille au dix-huitième siècle, Droz, 1969
- Voltaire et les Grands, Droz, 1978
- Le Rythme comique : accélération et ralentissement dans les contes de Voltaire, University of Western Ontario, 1983
- L’Écriture comique, PUF, 1984

## Adaptation

### À la télévision
- 1979 : Histoires de voyous : Le concierge revient tout de suite, téléfilm français de Michel Wyn d’après le roman Le Pipelet n’a pas pipé, avec Henri Virlojeux

## Sources
- Les Auteurs de la Série Noire, 1945-1995, collection Temps noir, Joseph K., 1996, (avec Claude Mesplède), p. 412-413.
- Claude Mesplède et Jean-Jacques Schleret, SN Voyage au bout de la Noire, Futuropolis, 1982, p. 327.